# Reglamento para el Arreglo de la Autoridad Ejecutiva Provisoria de Chile de 1811
El Reglamento para el Arreglo de la Autoridad Ejecutiva Provisoria fue el primer texto legal en Chile de índole cercana al constitucional.
Establecía las funciones de los poderes públicos legislativo y ejecutivo (Congreso Nacional y Autoridad Ejecutiva) mientras durase el cautiverio del rey Fernando VII, con miras a la eventual realización de una constitución.
El Poder Judicial no es tratado por el Reglamento, y predominan las funciones del Congreso Nacional sobre las de la Autoridad Ejecutiva.

## Historia
El texto fue aprobado bajo la presidencia de don Manuel Pérez Cotapos (Primer Congreso Nacional), el día 14 de agosto de 1811, y se derogó el día 15 de noviembre del mismo año.
El principal problema que se suscitó a raíz de su dictación fue la forma de nombramiento de los tres miembros que conformarían la Junta Ejecutiva que funcionaría hasta dictarse la constitución. Mientras que el bando exaltado del Congreso, que aunaba personalidades que anhelaban la total independencia de España, pretendía que el nombramiento se hiciese sobre la base de las tres provincias del reino (Coquimbo, Concepción y Santiago), la mayoría del Congreso (integrada por vecinos de Santiago) estimó que la elección debía hacerse con acuerdo de este órgano. Los miembros del bando exaltado, al ver que su propuesta no era aceptada, abandonan el Congreso, y no suscriben este Reglamento.
Las desavenencias entre los distintos bandos que conformaron el Congreso Nacional, la rivalidad existente entre las tres provincias y los sucesivos golpes militares de José Miguel Carrera, terminarían por ponerle fin a la vigencia de este efímero texto legal, el 2 de diciembre de 1811.

## Contenido
Se trata de un texto breve que constaba de 19 artículos en total.
- Se establece que el Congreso debía prestar su consentimiento a la mayor parte de los actos de la Junta de Gobierno. Además le corresponde ejercer el vicepatronato real sobre la Iglesia, el control supremo sobre las armas y conducir las Relaciones Exteriores del reino de Chile.

- La Autoridad Ejecutiva Provisoria radica en 3 miembros elegidos por el Congreso, que se turnarían la presidencia por meses.